# Barnaby (fumetto)
Barnaby è una striscia a fumetti comico-satirica creata da Crockett Johnson (pseudonimo di David Johnson Leisk) e pubblicata tra il 1942 e il 1952.
La serie debuttò nell'aprile 1942 per la rivista sperimentale newyorkese PM e fu in seguito distribuita dalla Chicago Sun-Times Syndicate. Protagonisti della striscia erano il bambino Barnaby, figlio di genitori borghesi e spesso distratti, e il suo angelo custode (definito dalla striscia "Fato Padrino") Mr. O'Malley, che utilizzava la sua pipa come bacchetta magica. Spesso definita come "striscia intellettuale", la serie era ricca di riferimenti letterari e di cronaca, e l'autore adottò per essa una particolare tecnica, dattilografando i testi delle nuvolette, il che permetteva di inserire all'interno di esse il 60% circa di testo in più e di dare molto più peso al racconto scritto che a quello disegnato.  Molto amato dalla critica, portò la scrittrice Dorothy Parker a definirlo "il più importante apporto alla cultura americana Dio solo sa da quanti anni".
In Italia la serie fu pubblicata sulle riviste Il Politecnico e linus, e alcune storie furono raccolte in due volumi della serie Oscar Mondadori.